# Elenchus fungorum (книга Бача)
Elenchus fungorum («Указатель грибов») — книга с двумя дополнениями, написанная немецким микологом Августом Бачем (1761—1802).
Стандартное обозначение названия книги при использовании в номенклатурных цитатах — Elench. fung.

## Общая информация
Полное название работы — Elenchus fungorum. Accedunt icones lvii fungorum nonnullorum agri Jenensis, secundum naturam ab autore depictae; aeri incisae et vivis coloribus fucatae a J. S. Capieux.
Основная часть работы была издана в июле—ноябре 1783 года в Галле. В него входило 184 колонки (по две колонки на страницу) описаний грибов и 12 гравюр, нарисованных Бачем и раскрашенных и выгравированных Жаном Этьеном (Иоганном Штефаном) Капье. Бач посвятил свою работу герцогу Саксен-Веймар-Эйзенахскому Карлу Августу (1757—1828). На первом форзаце книги была цитата из Я. К. Шеффера.
В марте—декабре 1786 года было издано первое дополнение к «Указателю», Continuatio prima. В него вошло ещё 266 колонок и 18 гравюр.
В мае—декабре 1789 года было напечатано второе дополнение к Elenchus — Continuatio secunda. В него входило всего 16 колонок описаний и 12 гравюр.
Названия грибов, использованные в Elenchus fungorum, не считаются действительными, если они не были приняты Э. М. Фрисом в одноимённой работе или Systema mycologicum. Соответствия названий Бача и Фриса приведены в словаре М. К. де Лапланша Dictionnaire iconographique des Champignons superieurs.